# Firma digitalizada
La firma digitalizada es un tipo de firma que permite identificar al firmante en un documento electrónico incluyendo el aspecto gráfico de la firma manuscrita.
Según la legislación de firma electrónica y dependiendo de la técnica adoptada, puede ser considerada firma electrónica simple, o firma electrónica avanzada. En el marco de la firma electrónica simple se incluyen firmas escaneadas o digitalizadas, únicamente en su aspecto gráfico. En el marco de la firma electrónica avanzada se incluye además información grafométrica obtenida en tiempo real de un dispositivo idóneo asociado al sistema de firma vinculándolo con el documento de forma indisoluble, cifrando cierta información para que los datos de generación de firma no estén a disposición del promotor del sistema.
Los dispositivos utilizados son tabletas de firma,  conectadas a ordenadores personales y tabletas generalistas, preferentemente dotadas con tecnología sensible a la presión del puntero de firma. Los teléfonos inteligentes se agrupan frecuentemente en el mismo grupo tecnológico que las tabletas generalistas.
Gran parte de los procesos internos en los que sea necesaria la firma (autorizaciones, recibos, pedidos, contratos, etc.) podrán llevarse a cabo sin imprimir el documento en papel y sin necesitar almacenar físicamente los documentos. La búsqueda de documentos se simplifica, puesto que ya sólo hay que buscar el documento en el sistema informático.
Si se preservan ciertos principios en la gestión de firmas electrónicas avanzadas digitalizadas, estas firmas pueden ser consideradas prueba en juicio con procedimientos equivalentes a las firmas manuscritas sobre documentos en papel, y es posible realizar el cotejo de firmas previsto en la legislación procesal por los expertos y peritos previstos en dicha legislación. Con frecuencia, los sistemas de gestión que se adhieren a dichos principios se denominan sistemas de Firma Manuscrita Digitalizada Avanzada (FMDA).

## Ventajas de la firma electrónica escrita o manuscrita
Mediante la firma digitalizada en alguna de sus variantes (simple, avanzada o FMDA) se evita el uso del papel, al tiempo que se respeta la experiencia de usuario de la firma convencional. Se gestionan documentos electrónicos sin necesidad de que el usuario firmante haga uso de claves, certificados, claves o sistemas que puedan suponer una barrera de adopción.
La firma digitalizada avanzada y la FMDA tienen la propiedad de ser firmas "inmediatas" ya que las realiza el propio firmante. En contraposición, las firmas electrónicas basadas en certificados (por ejemplo, las firmas cualificadas) son firmas "mediatas" ya que en sentido técnico, la firma electrónica la realiza el dispositivo, mientras que el firmante se limita a dar uso al dispositivo y autorizar la firma con su contraseña. Por este motivo, la atribuibilidad de la firma descansa en la custodia diligente del dispositivo y de la contraseña por parte del firmante.
Entre los aspectos considerados cabe destacar:
- La firma expresa la prestación del consentimiento, en relación con el documento electrónico, por lo que acredita la voluntad de firmar.
- El usuario no necesita recordar claves para realizar su firma
- El proceso de la firma es reconocido por todos y da constancia de un acuerdo voluntario.
- El firmante no tiene que solicitar un certificado a ninguna entidad de certificación para poder utilizar la firma electrónica simple escrita.
- La firma registrada mediante dispositivos de firma electrónica escrita puede ser examinada sin ningún problema por un especialista en grafística.

Si no se emplea la firma de tipo FMDA una firma recogida en uno de los dispositivos de captación de firma puede utilizarse para vincularla a documentos diferentes de los que cree el firmante, por lo que en ese caso la presunción tendría escaso valor.